# Ancelle della Provvidenza per la salvezza del fanciullo
Le Ancelle della Provvidenza per la Salvezza del Fanciullo (sigla A.D.P.) sono un istituto religioso femminile di diritto pontificio.

## Storia
La congregazione fu fondata nel 1898 a Milano dal sacerdote Carlo San Martino, insieme con Emilia Pirinoli, per l'assistenza ai fanciulli abbandonati del Pio Istituto pei figli della Provvidenza, aperto dallo stesso San Martino.
In origine le componenti del gruppo erano dette "zie", ma il 17 marzo 1920 presero il nome di Pio consorzio "salviamo il fanciullo": erano iscritte al Terz'ordine francescano ed emettevano i voti in forma privata.
Il cardinale Alfredo Ildefonso Schuster, arcivescovo di Milano, ricobbe ufficialmente il Pio consorzio il 13 dicembre 1941 e il 1º maggio 1942 ammise le prime suore alla vestizione e alla professione dei voti.
Scartato il progetto iniziale di approvare l'opera come istituto secolare, il 21 aprile 1959 il cardinale Giovanni Battista Montini eresse canonicamente la comunità in congregazione di diritto diocesano; il riconoscimento pontificio fu concesso l'11 febbraio 1979.

## Attività e diffusione
Le suore si dedicano all'apostolato in favore della fanciullezza abbandonata.
La sede generalizia è a Milano.
Nel 2014 l'istituto contava 12 religiose in 3 case.